# In 80 Tagen um die Welt (Puppentrickserie)
In 80 Tagen um die Welt ist eine Puppentrickfilm-Serie aus dem Jahr 1972 nach dem 1873 veröffentlichten Roman Reise um die Erde in 80 Tagen des Schriftstellers Jules Verne (1828–1905).
In der DDR von dem Bühnen- und Kostümbildner Gerhard Behrendt (Unser Sandmännchen) gestaltet, wurde die Serie als Einspieler in der westdeutschen Ausgabe des Sandmännchen im abendlichen Programm populär. Die Geschichte wurde in 15 Kapiteln zu je vier oder fünf Folgen erzählt; insgesamt ist die Geschichte so in 70 Folgen unterteilt worden.
Der Trickfilm ist recht aufwändig und detailreich gestaltet, Erzählung und Dialoge werden von einem Erzähler aus dem Off gesprochen. Die Handlung hält sich recht genau an die Romanvorlage, ist jedoch, wegen der Kinder als Zielpublikum, relativ stark vereinfacht; die in Jules Vernes Roman enthaltene Zivilisations- und Gesellschaftskritik wurde ausgespart, vielmehr ist die Handlung als spannendes Märchen mit den üblichen Stereotypen (Held, Freund, Prinzessin, Schurke) erzählt.

## DVD-Veröffentlichung
Die Serie erschien 2005–2006 im Rahmen der Reihe Sandmännchen Geschichten im Verleih der Kiddinx Entertainment GmbH in drei Teilen auf DVD.